# 豐嶋泰嗣
豊嶋 泰嗣（日语：とよしま やすし，1964年—），日本小提琴演奏家，於東京出生。1992年在日本的藝術選獎新人賞中得獎。曾在「久石讓in武道館～與宮崎駿動畫一同走過25年」演奏會中任首席小提琴手。